# Temnora albuquerqueae
Temnora albuquerqueae är en fjärilsart som beskrevs av Philippe Darge 1970. Temnora albuquerqueae ingår i släktet Temnora och familjen svärmare. Inga underarter finns listade i Catalogue of Life.